# 尤季诺农村居民点 (沃罗涅日州)
尤季诺农村居民点（俄语：Юдинское сельское поселение）是俄罗斯联邦沃罗涅日州波德戈连斯基区所属的一个农村居民点。其下辖有3个居民点，行政中心为尤季诺。据2016年统计，该农村居民点的人口为711人。